# Hansa-Brandenburg W.18
L'Hansa-Brandenburg W.18 fu un idrocaccia monomotore, monoposto e biplano, prodotto dall'azienda aeronautica tedesco imperiale Hansa und Brandenburgischen Flugzeugwerke GmbH negli anni dieci del XX secolo e rimasto allo stadio di prototipo.
Proposto senza successo alla Kaiserliche Marine, la marina militare tedesca del periodo, venne rimotorizzato e proposto all'alleato Impero austro-ungarico, questa volta ottenendo l'acquisto di una licenza di produzione e realizzato localmente con la designazione Phönix A.

## Storia del progetto
Nell'ambito del continuo sviluppo ed adeguamento dei mezzi aerei impiegati durante il primo conflitto mondiale, la Hansa-Brandenburg decise di avviare lo sviluppo di un nuovo modello di idrovolante destinato alle missioni di interdizione aerea per rimpiazzare in servizio il precedente Hansa-Brandenburg CC.
Il progetto ricalcava l'impostazione dei modelli di idrovolante già prodotti dall'azienda, che riproponeva quella tipica dei pari ruolo sviluppati nel periodo: scafo in legno con unico abitacolo biposto aperto, velatura biplana con piani alari rivestiti in tela trattata e verniciata e unico propulsore, in questo caso in configurazione spingente, posizionato centralmente su una struttura di tubi metallici posta tra le due ali. Nello specifico risultava una versione migliorativa del Hansa-Brandenburg CC che, abbandonando la particolare struttura a stella dei montanti interalari ed adottando una soluzione più convenzionale, simile a quella già impiegata nell'Hansa-Brandenburg W.19, ricercava migliori prestazioni diminuendo l'area frontale complessiva del modello.
Il prototipo, WerkNr. 2138, equipaggiato con un motore Benz Bz.III e identificato dall'azienda come W.18, venne completato quindi portato in volo per la prima volta all'inizio del 1917 e, superate le prove preliminari, inviato nel dicembre di quello stesso anno alle autorità della Kaiserliche Marine per essere avviato ad una serie di test di valutazione.
Nel frattempo, come con altri modelli dell'azienda, grazie all'iniziativa dell'imprenditore triestino Camillo Castiglioni, il responsabile austro-ungarico dell'azienda, venne contattato il personale tecnico responsabile dell'aviazione di marina dell'Impero austro-ungarico, riuscendo ad ottenere l'acquisto di una licenza di produzione, girata poi alla Phönix Flugzeugwerke AG per dare il via alla costruzione in serie, avvenuta tra il settembre 1917 ed il maggio 1918 con il nome di Phönix A.
Intanto la commissione esaminatrice della Marina tedesca rimase perplessa sull'utilità di dotarsi del modello; la decisione finale fu quella di non emettere alcun ordine di fornitura.

## Tecnica
L'Hansa-Brandenburg W.18 era un idrovolante dall'aspetto, per la sua epoca, convenzionale che riproponeva l'impostazione generale del precedente Hansa-Brandenburg CC: cellula monoposto con configurazione a scafo centrale abbinata a una velatura biplana e motore collocato in configurazione spingente.
Lo scafo era realizzato in legno, dotato di un unico abitacolo aperto a disposizione del pilota.
La configurazione alare era biplana, con piani alari dalla simile apertura, di cui quello inferiore caratterizzato da un modesto angolo di freccia, collegati tra loro da una doppia coppia di montanti, una per lato, e velatura complessivamente irrigidita da tiranti in cavetto d'acciaio. All'intradosso dell'ala inferiore, in corrispondenza del collegamento ai montanti interalari, erano collocati i due galleggianti equilibratori.
La propulsione fu affidata ad un motore Benz Bz.III, un 6 cilindri in linea raffreddato a liquido capace di erogare una potenza nominale pari a 150 PS (110 kW), 165 PS al livello del mare, a 1 420 giri al minuto, collocato in un'incastellatura centrale tra lo scafo e il piano alare superiore, in configurazione spingente, accoppiato ad un'elica bipala in legno a passo fisso.
L'armamento previsto era quello standard per l'aviazione militare tedesca dell'epoca, costituito da una coppia di mitragliatrici calibro 7,92 mm posizionate in caccia, centralmente davanti all'abitacolo.

## Utilizzatori
Germania
- Kaiserliche Marine